# Archibald
Archibald ist ein männlicher Vorname und ein Familienname.

## Herkunft und Bedeutung des Namens
Althochdeutsch aus erchan (echt, rein) und bald (kühn) zusammengesetzt.

## Varianten
- Archambault, Erchanbald
- Englische Kurz- und Koseform: Arch oder Archie

## Namenstag
Namenstag ist der 3. Juni.

## Namensträger

### Vorname
- Erchanbald (Eichstätt) (vor 882–912), Fürstbischof von Eichstätt
- Erkanbald (vor 997–1021), Erzbischof von Mainz

Archibald
- Archibald Alexander (1772–1851), amerikanischer presbyterianischer Theologe
- Archibald Barr (1855–1931), schottischer Ingenieur und Hochschullehrer
- Archibald Brain („Archie“ Ian Jeremy Brain) (* 1942), britischer Anästhesist und Erfinder der Larynxmaske
- Archibald Camden (1888–1979), britischer Fagottist und Pädagoge, siehe Archie Camden
- Archibald Campbell, 3. Duke of Argyll (1682–1761), schottischer Aristokrat
- Archibald Church (Mediziner) (1861–1952), US-amerikanischer Neurologe
- Archibald Church (Politiker) (1886–1954), britischer Offizier und Politiker (Labour Party)
- Archibald Scott Couper (1831–1892), schottischer Chemiker
- Archibald Joseph Cronin (1896–1981), schottischer Arzt und Autor
- Archibald Douglas, zahlreiche Persönlichkeiten
- Archibald Gardner Dunn (1919–1980), südafrikanischer Diplomat
- Archibald Matthias Dunn (1832–1917), britischer Architekt
- Archibald Edmonstone (1795–1871), britischer Reisender, Ägyptologe und Autor
- Archibald Frank Engelbach (1881–1961), englischer Badmintonspieler
- Archibald Garrod (1857–1936), englischer Arzt und Wissenschaftler
- Archibald Geikie (1835–1924), britischer Geologe
- Archibald Gracie (1858–1912), US-amerikanischer Historiker, Geschäftsmann und Schriftsteller
- Archibald von Gramatzki (1837–1913), Landrat und Mitglied des Deutschen Reichstags
- Archibald Hamilton, zahlreiche Persönlichkeiten
- Archibald A. Hill (1902–1992), US-amerikanischer Sprachwissenschaftler
- Archibald Vivian Hill (1886–1977), britischer Physiologe und Biochemiker
- Archibald Alexander Hodge (1823–1886),  US-amerikanischer presbyterianischer Theologe
- Archibald Hunter (1856–1936), britischer General und Gouverneur von Gibraltar
- Archibald Jordan (1906–1968), südafrikanischer Schriftsteller und Sprachwissenschaftler
- Archibald Lampman (1861–1899), kanadischer Lyriker
- Archibald Alexander Leach, eigentlicher Name von Cary Grant (1904–1986), britisch-amerikanischer Schauspieler
- Archibald MacLeish (1892–1982), US-amerikanischer Dichter
- Archibald Menzies (1754–1842), britischer Mediziner und Biologe
- Archibald Philip Primrose, 5. Earl of Rosebery (1847–1929), britischer Staatsmann
- Archibald Reiss (1875–1929), deutscher Chemiker
- Archibald Hamilton Rowan (1751–1834), irischer Politiker und Revolutionär
- Archibald Henry Sayce (1846–1933), englischer Archäologe
- Archibald Stout (1886–1973), US-amerikanischer Kameramann
- Archibald Wavell, 1. Earl Wavell (1883–1950), britischer Feldmarschall und Vizekönig von Indien

Variante Archie
- Archie Alleyne (1933–2015), kanadischer Jazz-Schlagzeuger
- Archie Bleyer (1909–1989), US-amerikanischer Bandleader und Musikproduzent
- Archie Cochrane (1909–1988), britischer Epidemiologe, Begründer der Evidenzbasierten Medizin
- Archie Gemmill (* 1947), schottischer Fußballspieler
- Archie Goodwin (1937–1998), US-amerikanischer Comicautor, -zeichner und -herausgeber
- Archie Hunter (1859–1894), schottischer Fußballspieler
- Archie Kao (* 1969), US-amerikanischer Schauspieler
- Archie Madekwe (* 1995), britischer Schauspieler
- Archie Manning (* 1949), US-amerikanischer American-Football-Spieler
- Archie Mayo (1891–1968), US-amerikanischer Filmregisseur
- Archie Moore (1916–1998), US-amerikanischer Profiboxer
- Archie Renaux (* 1997), britischer Schauspieler und Model
- Archie Scott-Brown (1927–1958), britischer Autorennfahrer
- Archie Shepp (* 1937), US-amerikanischer Jazzmusiker, Komponist, Sänger sowie Literatur- und Theaterwissenschaftler
- Archie Taiaroa (1937–2010), neuseeländischer Politiker der Māori
- Archie Williams (1915–1993), US-amerikanischer Sprinter und Olympiasieger
- Archie Mountbatten-Windsor (* 2019), Sohn von Harry, Duke of Sussex und Meghan, Duchess of Sussex

### Zwischenname
- Otto Christian Archibald Fürst von Bismarck (1897–1975), deutscher Politiker (DNVP, NSDAP, CDU) und Diplomat, siehe Otto Fürst von Bismarck
- John Archibald Campbell (Jurist) (1811–1889), US-amerikanischer Jurist
- Rudolf Archibald Reiss (1875–1929), deutsch-schweizerischer Kriminologie-Pionier, Hochschullehrer und Publizist
- John Archibald Wheeler (1911–2008), US-amerikanischer theoretischer Physiker
- Gustav Archibald von Zedlitz-Leipe (1824–1914), deutscher Gutsbesitzer und Politiker

### Familienname
- Adams George Archibald (1814–1892), kanadischer Rechtsanwalt und Politiker
- Adrian Archibald (* 1969), englischer Motorradrennfahrer
- Anna Archibald (* 1959), neuseeländische Skirennläuferin
- Bobby Archibald (1894–1966), schottischer Fußballspieler
- Craig Archibald (* 1963), kanadischer Schauspieler
- Darren Archibald (* 1990), kanadischer Eishockeyspieler
- Dave Archibald (* 1969), kanadischer Eishockeyspieler
- David Archibald (1902–1968), schottischer Fußballspieler
- Don Archibald (1906–1968), kanadischer Fußballspieler
- Edith Archibald (1854–1936), kanadische Frauenrechtlerin
- Edward Archibald (1884–1965), kanadischer Stabhochspringer
- Edward William Archibald (1872–1945), kanadischer Chirurg
- Emanuel Archibald (* 1994), guyanischer Leichtathlet
- Frank C. Archibald (1857–1935), US-amerikanischer Jurist
- George Archibald (* 1946), kanadischer Naturschützer
- J. David Archibald (* 1950), US-amerikanischer Zoologe und Wirbeltier-Paläontologe
- J. F. Archibald (1856–1919), australischer Journalist und Herausgeber
- Jan Archibald (* 1949), britische Maskenbildnerin, Visagistin und Expertin für Make-up-Design
- Jeffrey Archibald (* 1952), neuseeländischer Hockeyspieler
- Jimmy Archibald (1892–1975), schottischer Fußballspieler
- Joan Archibald (1913–2002), kanadischer Fechter
- Jock Archibald (1895–??), schottischer Fußballspieler
- Joey Archibald (1914–1998), US-amerikanischer Boxer im Federgewicht
- John Archibald (* 1990), schottischer Radsportler
- John Smith Archibald (1872–1934), kanadischer Architekt
- Josh Archibald (* 1992), US-amerikanisch-kanadischer Eishockeyspieler
- Julani Archibald (* 1991), Fußballtorhüter von St. Kitts und Nevis
- Katie Archibald (* 1994), schottische Bahnradsportlerin
- Matthew Archibald (* 1986), neuseeländischer Bahnradsportler
- Murray Archibald (1917–2006), schottischer Fußballspieler
- Nancy Archibald (1911–1996), kanadische Fechterin
- Nate Archibald (* 1948), US-amerikanischer Basketballspieler
- Raymond Clare Archibald (1875–1955), kanadischer Mathematiker
- Richard Archibald (* 1978), irischer Ruderer
- Robert Archibald (Basketballspieler) (1980–2020), schottischer Basketballspieler
- Robert Archibald (Polospieler) (* 1984), australischer Polospieler
- Ryan Archibald (* 1980), neuseeländischer Hockeyspieler
- Samuel George William Archibald (1777–1846), kanadischer Jurist und Politiker
- Steve Archibald (* 1956), schottischer Fußballspieler und -trainer
- Steve Archibald (* 1998), Fußballspieler für St. Kitts und Nevis
- Theo Archibald (* 1998), schottischer Fußballspieler
- Tom Archibald (* 1950), kanadischer Mathematiker und Wissenschaftshistoriker
- Troy Archibald-Henville (* 1988), englischer Fußballspieler
- Zevon Archibald (* 1982), Fußballspieler von St. Kitts und Nevis

### Fiktive Figuren
- Archibald Douglas, Titelfigur einer Ballade von Theodor Fontane
- Archibald, der Weltraumtrotter war der westdeutsche Titel der ungarischen Serie Mézga Aladár különös kalandjai , die von der ostdeutschen DEFA unter dem Titel Adolars phantastische Abenteuer synchronisiert wurde
- Archibald Haddock, Kapitän und Freund von Tim im Tim und Struppi.
- Archie Leach, Filmname von John Cleese in dem Film Ein Fisch namens Wanda
- Nate (Nathaniel) Archibald: eine der Hauptrollen in der Serie Gossip Girl
- Keyneth El-Mellio Archibald: ein Charakter aus der Anime-Serie "Fate"

## Sonstiges
- Archibald ist der Name des Archivsystems der WDR-Computersendung Computerclub. Auf ihm sind über 380 Sendungen aus über 20 Jahren gespeichert.
- Archibald Point, Landspitze an der Südwestküste der Bransfield-Insel vor dem nördlichen Ende der Antarktischen Halbinsel
- Archie Andrews hieß der fiktive Sänger und Gitarrist der Trickfilm-Musikgruppe The Archies.
- Archie (Dackel) (* 1972; † nach 1987), Dackel im Besitz des US-amerikanischen Künstlers, Filmemacher und Verleger Andy Warhol